# フルタ製菓
フルタ製菓株式会社（フルタせいか）は大阪府大阪市生野区林寺に本社を置く、チョコレートを中心とする製菓会社である。
コーポレート・スローガンは「おいしさと夢と健康を」。

## 概要
1952年8月1日に愛媛県西宇和郡伊方町の加周出身の古田亀彦、乙彦、鶴彦の三兄弟により創業され、創業当初からチョコレートやクッキー、パイなどを製造・発売し続けている。食玩（玩具菓子）も主力製品で、男児向けや女児向け、コレクター向けなど、種類は豊富である。
チョコレートが売り上げの多くを占め、セコイヤチョコレート・生クリームチョコレート・ドレミソングチョコレート・ひとくちチョコレート・ピーナッツチョコレート・エアロンチョコレートなどの商品がモンドセレクション金賞を多数受賞している。
子ども向け製品では、山ねずみロッキーチャックやアルプスの少女ハイジの頃からの世界名作劇場の関連商品や、1986年8月発売のドキドキ学園チョコ、1997年9月発売のポケモンホルダーが大ヒットした。1999年2月発売のチョコエッグは、1999年9月よりコレクション性を高めた大人向け路線に軌道修正したところ、全国的な大ヒットとなり、食玩ブームを生み出した。
工場は、本社工場と堺市美原区にある美原工場・平尾工場の3カ所である。また、テレビ朝日系で放送されているスーパーヒーロータイム（スーパー戦隊シリーズと平成仮面ライダーシリーズ）および朝日放送テレビ制作でテレビ朝日系で放送されているプリキュアシリーズのスポンサーをしている。

## 沿革
- 1952年（昭和27年）8月1日 - 大阪市生野区生野町にて古田三兄弟で、焼菓子製造業を創業。
- 1956年（昭和31年）7月 - チョコレート、ビスケット新工場完成。
- 1961年（昭和36年）
  - 1月10日 - 日新製菓株式会社、資本金900万円として設立、社長に古田乙彦就任。
  - 8月 - 東京支店開設。
- 1962年（昭和37年）8月 - 名古屋支店開設。
- 1963年（昭和38年）
  - 8月1日 - 社名を現在のフルタ製菓株式会社と改名。
  - 8月 - 福岡支店開設。
- 1965年（昭和40年）
  - 5月 - 札幌支店開設。
  - 10月 - 広島支店開設。
- 1966年（昭和41年）4月 - 仙台支店開設。
- 1967年（昭和42年）1月 - 高松支店開設。
- 1975年（昭和50年）11月 - 大阪府南河内郡美原町（現：堺市美原区）に美原工場完成。
- 1977年（昭和52年）5月 - セコイヤチョコレートに対し全国菓子大博覧会名誉総裁賞受賞。
- 1982年（昭和57年）12月 - 業務用チョコレート新工場増設。
- 1984年（昭和59年）3月 - ハイエイトチョコレートに対し全国菓子大博覧会内閣総理大臣賞受賞。
- 1986年（昭和61年）9月 - セコイヤチョコレート、モンリップクッキー、ピーナッツチョコレート、ひとくちチョコレートに対しモンドセレクション金賞受賞。
- 1989年（平成元年）9月 - ドレミソングチョコレート、エアロンチョコレートに対しモンドセレクション金賞受賞。
- 1992年（平成4年）9月 - 生クリームパイ、エフボンチョコレートに対しモンドセレクション金賞受賞。
- 1999年（平成11年）8月 - 美原工場第六次増築。生クリームチョコプラント増設。
- 2001年（平成13年）
  - 2月 - チョコエッグに対し日本食糧新聞社より優秀ヒット賞（菓子・パン部門）受賞。
  - 10月 - 社長に古田亀彦就任。
- 2002年（平成14年）
  - 2月 - チョコエッグに対し2001年日経優秀製品・サービス賞優秀賞 日経ＭＪ賞受賞。
  - 11月 - 全国菓子大博覧会にてチョコエッグに対し名誉総裁賞（意匠部門）受賞。
- 2003年（平成15年）4月 - 社長に古田鶴彦就任。
- 2004年（平成16年）9月 - 美原工場エアインチョコレートプラント新設。
- 2007年（平成19年）
  - 5月 - 堺市美原区に美原物流センターを竣工。
  - 6月 - 美原工場セコイヤ・エアインチョコレートのプラント増設。北関東支店開設。
- 2009年（平成21年）12月 - ISO9001:2008認証の取得。
- 2012年（平成24年）7月 - 社長に古田盛彦就任。
- 2015年（平成27年） 
  - 2月 - ISO22000:2005認証の取得。
  - 9月 - 堺市美原区に平尾工場竣工。
- 2016年（平成28年）11月 - セコイヤチョコレート・エブリワンクッキーのテレビCMに対し古田織部美術館主催の第1回織部賞受賞。
- 2022年（令和4年）8月1日 - 創業70周年を迎える。
  - 12月 - 杉本屋製菓（愛知県豊橋市）の株式を取得し、同社を完全子会社とする[3]。

## 事業所
- 本社・大阪工場 - 大阪府大阪市生野区林寺6-7-22
- 美原工場 - 大阪府堺市美原区黒山663
- 平尾工場 - 大阪府堺市美原区平尾1018-1
- 販売拠点 - 大阪、東京、名古屋、金沢、福岡、仙台他

## 主な製品
- チョコレート
  - セコイヤチョコレート
  - ハイエイトチョコレート
  - わなげチョコレート
  - アイデアルチョコ
  - エアロンチョコレート
  - エブリワンチョコレート
  - どでかばー　など
- チョコレート（ファミリー向け袋売りタイプ）
  - 生クリームチョコレート
  - ドレミソングチョコレート
  - ひとくちチョコレート
  - ピーナッツチョコレート
  - チョコエッグ　など
- クッキー
  - 特濃ミルククッキー
  - ふんわり玉子クッキー　など
- パイ
  - 生クリームパイ　など
- 食玩（玩具菓子）
  - チョコエッグ
  - きかんしゃトーマス
  - スーパー戦隊シリーズ
  - 仮面ライダーシリーズ
  - サンリオ
  - マリオシリーズ
  - ジュエリーメイト
  - 百鬼夜行シリーズ　など

## 広告宣伝

### 提供番組
- 現在
  - クレヨンしんちゃん（テレビ朝日系、毎年11月）
  - ドラえもん（テレビ朝日系、毎年9月、11月）
  - プリキュアシリーズ[4]（朝日放送テレビ制作・テレビ朝日系、毎年9月 - 11月）
  - スーパー戦隊シリーズ[5]（テレビ朝日系、毎年10月、 12月）
  - 全日本大学駅伝対校選手権大会（テレビ朝日系、毎年11月第1週）
- 過去
  - マーメイドメロディーぴちぴちピッチ（テレビ愛知制作・テレビ東京系）
  - 平成仮面ライダーシリーズ[6]（テレビ朝日系）
  - ふしぎ星の☆ふたご姫（テレビ東京系）
  - メタルヒーローシリーズ[7]（テレビ朝日系）
  - 疾風!アイアンリーガー（テレビ東京系）
  - 東京ミュウミュウ（テレビ愛知制作・テレビ東京系）

### テレビCM
- 2008 - 2009年において「セコイヤチョコレート」と「生クリームチョコレート」のCMはそれぞれ15秒ずつ流していた。「セコイヤチョコレート」は「ダンスカーニ&バル」、「生クリームチョコレート」は「ちょっぴり贅沢な雰囲気」が2本ずつ放送された。
- 2010年のCMでトリビア編において、本社工場を撮影したバージョンが制作された。
- 2011年のCMでは社歌を流しており、さらにCMの最後ではニコニコ動画に社歌のフルバージョンを公開した旨を出している[8]。
- 2012年のCMではスポンサーを務める『スマイルプリキュア!』にちなみ、「セコイヤチョコレート」では『2001年宇宙の旅』のテーマに合わせて太陽が昇ると、キュアピースの名乗り口上「ピカピカぴかりん じゃんけんポン♪」のパロディ「サクサクセコイヤ じゃんけんポン」のナレーションが入り（じゃんけんの出し目入り）、「生クリームチョコレート」では同音楽に合わせて花が開くと、キュアマーチの名乗り口上「勇気リンリン直球勝負」のパロディ「チョコチョコパクパク 品質勝負」のナレーションが入る。
- 2013年のCMではApple創業者スティーブ・ジョブズに似た人物とブロガーのイケダハヤトがそれぞれ15秒でプレゼンテーションをする[9]。
- 2014年のCMでは声優の戸松遥が顔出しでは初となるCM出演をしている[10][11]。
- 2015年にはマスコットのロボットが登場するCMが制作された。
- 2016年には戦国時代の茶人、古田織部を起用。古田織部美術館より第1回「織部賞」を受賞した。
- 2017年にはハイエイトチョコレートの仮面をつけた「フルタマン」なるキャラクターが「フルタイソウ第一」「フルタイソウ第二」を踊る「テレビ体操」風のCMを放送。
- 2018年には「ふるたん」なる美少女着ぐるみのキャラクターを起用。
- 2019年には「ビヨンド・ザ・フルタ」をアンドロイド化した映像が制作された。
- 2020年には「カンフールタ」を使った体操が制作された。
- 2021年には男女デュエット（石川優子とチャゲ）でふたりの愛ランドを元にしたオマージュによる歌唱ベースのCMを放送。スポンサーを務める「トロピカル〜ジュ!プリキュア」で人魚（ローラ/キュアラメール）が登場していることを意識してか、人魚が登場している。
- 2022年には創業70周年を記念したTVCM「フルメタバース」を用いられたCGが2本製作された。

2012年9月からはCMの没案を発表するブログを公開しており、その内容が「ゆるい」としてネット上で話題となっている。

## 不祥事
- チョコエッグでは海洋堂に対して生産数の虚偽報告によりロイヤリティの支払いを少なくする問題を起こした。後に裁判でロイヤリティと利息の支払いが命じられた。海洋堂はフルタ製菓の内紛（後述のエフトイズ設立）もあり、フルタ製菓との提携を解消し、タカラと組んで「チョコQ」を発売した。

## 関連会社
- エフトイズ・コンフェクト - 艦船や戦車等の食玩に特化したメーカー。フルタ製菓の創業者、古田乙彦の息子である古田豊彦、古田正彦により設立。独立した企業の為、資本関係は無い[要出典]。2024年現在はレックの子会社となっている[14]。

## 関連文献
- 古田鶴彦 『即行力』 PHP研究所 2015年